# U-17-Fußball-Europameisterschaft der Frauen 2019
Die zwölfte U-17-Fußball-Europameisterschaft der Frauen fand vom 5. bis zum 17. Mai 2019 in Bulgarien statt. Es war das erste UEFA-Frauenfußballturnier in Bulgarien und nach der U-17-Fußball-Europameisterschaft 2015 das zweite UEFA-Turnier in diesem Balkan-Staat. Für Bulgarien war es zudem die erste Teilnahme an einem Endrundenturnier der Frauen. Die Endrunde fand zum sechsten Mal mit acht Mannschaften statt. Titelverteidiger war Spanien, das im Halbfinale gegen die Niederlande verlor, die damit erstmals ins Endspiel einzog und dort im Elfmeterschießen gegen Rekordeuropameister Deutschland verlor.

## Qualifikation

### Erste Runde
In der ersten Qualifikationsrunde spielten 44 der gemeldeten Mannschaften in elf Gruppen zu je vier Mannschaften die Teilnehmer an der zweiten Qualifikationsrunde aus. Gastgeber Bulgarien war automatisch für die Endrunde qualifiziert, die Mannschaften Deutschlands und Spaniens erhielten als beste Nation nach dem Länder-Koeffizienten ein Freilos für die zweite Qualifikationsrunde. Innerhalb jeder Gruppe spielte jede Mannschaft einmal gegen jede andere in Form von Miniturnieren, die an unterschiedlichen Terminen zwischen dem 1. August und 28. Oktober 2018 ausgetragen wurden. Eine der vier teilnehmenden Mannschaften der jeweiligen Gruppe fungierte als Gastgeber dieses Miniturniers. Die elf Gruppensieger und Gruppenzweiten sowie die fünf besten Gruppendritten qualifizierten sich für die Eliterunde. Die Gruppenauslosung fand am 24. November 2017 im schweizerischen Nyon statt.
Die Schweiz spielte in Gruppe 9 in Griechenland und traf dort zudem auf Nordirland und Kasachstan. Hinter Griechenland qualifizierten sich die Schweizerinnen mit je einem Sieg, einem Remis und einer Niederlage als Gruppenzweite für die Eliterunde. Österreich konnte sich in Gruppe 8 in Estland mit drei Siegen als Gruppensieger qualifizieren, wo zudem Slowenien und Weißrussland die Gegner waren.

### Eliterunde
Die Auslosung der Eliterunde fand am 23. November 2018 statt. Die Eliterunde wurde im Frühjahr 2019 ausgetragen. Die qualifizierten Mannschaften wurden für die Auslosung gemäß ihren Leistungen in der ersten Runde auf vier Töpfe verteilt. Bei der Auslosung konnten Gruppensieger und -zweite aus einer Gruppe der ersten Qualifikationsrunde nicht erneut in eine Gruppe gelost werden.
- Topf A:
  -  Deutschland (Freilos)
  -  Spanien (Titelverteidiger, Freilos)
  -  Frankreich – Sieger Gruppe 10
  -  England – Sieger Gruppe 5
  -  Dänemark – Sieger Gruppe 1
  -  Serbien – Sieger Gruppe 7
  -  Belgien – Sieger Gruppe 6
- Topf B:
  -  Österreich – Sieger Gruppe 8
  -  Griechenland – Sieger Gruppe 9
  -  Polen – Sieger Gruppe 4
  -  Norwegen – Sieger Gruppe 2
  -  Italien – Sieger Gruppe 3
  -  Niederlande – Sieger Gruppe 11
  -  Portugal – Zweiter Gruppe 6
- Topf C:
  -  Russland – Zweiter Gruppe 2
  -  Island – Zweiter Gruppe 5
  -  Finnland – Zweiter Gruppe 3
  -  Tschechien – Zweiter Gruppe 1
  -  Ungarn – Zweiter Gruppe 10
  -  Schweden – Zweiter Gruppe 11
  -  Irland – Zweiter Gruppe 7
- Topf D:
  -  Schweiz – Zweiter Gruppe 9
  -  Nordirland – Dritter Gruppe 9
  -  Wales – Dritter Gruppe 7
  -  Schottland – Zweiter Gruppe 4
  -  Georgien – Dritter Gruppe 11
  -  Slowenien – Zweiter Gruppe 8
  -  Slowakei – Dritter Gruppe 4

Deutschland setzte sich in Gruppe 4 bei einem Turnier im März 2019 in Schottland mit drei Siegen ohne Gegentor gegen die Gastgeberinnen, Irland und Norwegen durch. Die Schweiz konnte in Gruppe 2 bei einem Turnier in Serbien zwar gegen die Gastgeberinnen (3:2) und Russland (4:2) gewinnen, durch eine 0:6-Niederlage gegen die Niederlande wurde aber der Gruppensieg verpasst. Österreich hatte in Gruppe 7 Heimrecht und gab nur im ersten Spiel beim 1:1 gegen Finnland einen Punkt ab. Mit Siegen gegen Wales (3:0) und Belgien (4:2) wurde der Gruppensieg perfekt gemacht.
Beste Torschützin der Qualifikation war die Niederländerin Nikita Tromp mit 12 Toren.

## Endrunde

### Qualifizierte Mannschaften
- Bulgarien (Gastgeber, erste Teilnahme)
- England – Sieger Gruppe 1
- Niederlande – Sieger Gruppe 2
- Spanien – Sieger Gruppe 3 (Titelverteidiger)
- Deutschland – Sieger Gruppe 4
- Portugal – Sieger Gruppe 5
- Dänemark – Sieger Gruppe 6
- Österreich – Sieger Gruppe 7

### Austragungsorte
Die Spiele der Endrunde finden in vier Stadien in vier Städten in der Oblast Dobritsch statt.
| Stadt     | Stadion           | Kapazität     |
| --------- | ----------------- | ------------- |
| Albena    | Albena-Stadion    | 3.000 Plätze  |
| Baltschik | Baltschik-Stadion | 3.100 Plätze  |
| Dobritsch | Druschba-Stadion  | 12.500 Plätze |
| Kawarna   | Kaliarka-Stadion  | 5.000 Plätze  |

### Vorrunde

#### Auslosung
Die Auslosung der Gruppen fand am 5. April 2019 in Albena statt. Die acht Mannschaften wurden in zwei Gruppen à vier Teams gelost, dabei gab es keine Einschränkungen, außer dass Gastgeber Bulgarien als Kopf der Gruppe A gesetzt war.

#### Modus
Es durften bis zu fünf Ersatzspielerinnen pro Mannschaft eingesetzt werden. Jede Mannschaft konnte dafür bis zu drei Spielunterbrechungen nutzen. Auswechslungen, die in der Halbzeitpause vorgenommen wurden, galten nicht als Spielunterbrechung.
Bei zwei oder mehr Mannschaften derselben Gruppe mit der gleichen Anzahl Punkte nach Abschluss der Gruppenspiele, wurde die Platzierung nach folgenden Kriterien in dieser Reihenfolge ermittelt:
a. höhere Punktzahl aus den Direktbegegnungen der betreffenden Mannschaften;
b. bessere Tordifferenz aus den Direktbegegnungen der betreffenden Mannschaften;
c. größere Anzahl erzielter Tore aus den Direktbegegnungen der betreffenden Mannschaften;
d. wenn nach der Anwendung der Kriterien a) bis c) immer noch mehrere Mannschaften denselben Platz belegten, wurden die Kriterien a) bis c) erneut angewendet, jedoch ausschließlich auf die Direktbegegnungen der betreffenden Mannschaften, um deren definitive Platzierung zu bestimmen. Führte dieses Vorgehen keine Entscheidung herbei, wurden die Kriterien e) bis h) angewendet;
e. bessere Tordifferenz aus allen Gruppenspielen;
f. größere Anzahl erzielter Tore aus allen Gruppenspielen;
g. geringere Gesamtzahl an Strafpunkten auf der Grundlage der in allen Gruppenspielen erhaltenen gelben und roten Karten (rote Karte = 3 Punkte, gelbe Karte = 1 Punkt, Platzverweis nach zwei gelben Karten in einem Spiel = 3 Punkte);
h. bessere Platzierung in der für die Auslosung der Qualifikationsrunde verwendeten Koeffizientenrangliste;
i. Losentscheid.
Wären zwei Mannschaften im letzten Gruppenspiel aufeinander getroffen, die dieselbe Anzahl Punkte sowie die gleiche Tordifferenz und gleiche Anzahl Tore gehabt hätten, und das betreffende Spiel hätte unentschieden geendet, wäre die endgültige Platzierung der beiden Mannschaften durch Elfmeterschießen ermittelt worden, vorausgesetzt, dass keine andere Mannschaft derselben Gruppe nach Abschluss aller Gruppenspiele dieselbe Anzahl Punkte aufgewiesen hätte. Hätten mehr als zwei Mannschaften dieselbe Anzahl Punkte, hätten die oberen Kriterien Anwendung gefunden.

#### Gruppe A
| Pl. | Land      | Sp. | S | U | N | Tore    | Diff. | Punkte |
| --- | --------- | --- | - | - | - | ------- | ----- | ------ |
| 1.  | Spanien   | 3   | 2 | 1 | 0 | 009:000 | +9    | 07     |
| 2.  | Portugal  | 3   | 2 | 0 | 1 | 004:700 | −3    | 06     |
| 3.  | Dänemark  | 3   | 1 | 1 | 1 | 002:100 | +1    | 04     |
| 4.  | Bulgarien | 3   | 0 | 0 | 3 | 001:800 | −7    | 0      |

|                                        |   |           |           |
| 5. Mai 2019 um 14:00 Uhr in Dobritsch  |   |           |           |
| Bulgarien                              | – | Portugal  | 1:3 (1:2) |
| 5. Mai 2019 um 16:00 Uhr in Kawarna    |   |           |           |
| Spanien                                | – | Dänemark  | 0:0       |
| 8. Mai 2019 um 10:30 Uhr in Baltschik  |   |           |           |
| Bulgarien                              | – | Spanien   | 0:3 (0:2) |
| 8. Mai 2019 um 14:00 Uhr in Albena     |   |           |           |
| Dänemark                               | – | Portugal  | 0:1 (0:0) |
| 11. Mai 2019 um 14:00 Uhr in Baltschik |   |           |           |
| Dänemark                               | – | Bulgarien | 2:0 (1:0) |
| 11. Mai 2019 um 14:00 Uhr in Dobritsch |   |           |           |
| Portugal                               | – | Spanien   | 0:6 (0:2) |

#### Gruppe B
| Pl. | Land        | Sp. | S | U | N | Tore    | Diff. | Punkte |
| --- | ----------- | --- | - | - | - | ------- | ----- | ------ |
| 1.  | Deutschland | 3   | 2 | 0 | 1 | 009:400 | +5    | 06     |
| 2.  | Niederlande | 3   | 2 | 0 | 1 | 007:500 | +2    | 06     |
| 3.  | England     | 3   | 2 | 0 | 1 | 004:500 | −1    | 06     |
| 4.  | Österreich  | 3   | 0 | 0 | 3 | 003:900 | −6    | 0      |

|                                       |   |             |           |
| 5. Mai 2019 um 10:30 Uhr in Baltschik |   |             |           |
| Österreich                            | – | Niederlande | 1:4 (1:3) |
| 5. Mai 2019 um 13:00 Uhr in Albena    |   |             |           |
| England                               | – | Deutschland | 0:4 (0:3) |
| 8. Mai 2019 um 14:00 Uhr in Dobritsch |   |             |           |
| Deutschland                           | – | Niederlande | 2:3 (1:3) |
| 8. Mai 2019 um 16:00 Uhr in Kawarna   |   |             |           |
| Österreich                            | – | England     | 1:2 (1:2) |
| 11. Mai 2019 um 16:30 Uhr in Albena   |   |             |           |
| Deutschland                           | – | Österreich  | 3:1 (2:0) |
| 11. Mai 2019 um 14:00 Uhr in Kawarna  |   |             |           |
| Niederlande                           | – | England     | 0:2 (0:0) |

### Finalrunde

#### Modus
Endet ein Spiel der Finalrunde nach Ablauf der regulären Spielzeit ohne Sieger, wird dieser durch ein Elfmeterschießen ermittelt.

#### Halbfinale
|                                                           |   |             |           |
| 14. Mai 2019 um 17:30 Uhr in Kawarna (Kaliarka-Stadion)   |   |             |           |
| Spanien                                                   | – | Niederlande | 1:3 (0:1) |
| 14. Mai 2019 um 13:00 Uhr in Dobritsch (Druschba-Stadion) |   |             |           |
| Deutschland                                               | – | Portugal    | 2:0 (1:0) |

#### Finale
| Niederlande                                          | Niederlande | Deutschland | Deutschland |
| ---------------------------------------------------- | --- | --- | ----------- |
| Niederlande                                          | \| Finale \| \| 17. Mai 2019 um 14:00 Uhr in Albena (Albena-Stadion) \| \| Ergebnis: 1:1 (1:1), 2:3 i. E. \| \| Schiedsrichterin: Iuliana Demetrescu ( Rumänien) \| \| Spielbericht \|                                                                                  | \| Finale \| \| 17. Mai 2019 um 14:00 Uhr in Albena (Albena-Stadion) \| \| Ergebnis: 1:1 (1:1), 2:3 i. E. \| \| Schiedsrichterin: Iuliana Demetrescu ( Rumänien) \| \| Spielbericht \|                                                                                        | Deutschland |
| Niederlande                                          | Claire Dinkla (90.+1' Lisan Alkemade) • Justine Brandau, Samantha Van Diemen, Marit Auée, Kim Everaerts • Nikita Tromp, Dana Foederer , Iris Stiekema (46. Manique de Vette) • Ilham Abali (46. Lobke Loonen), Esmee Brugts, Ella Peddemors Cheftrainer: Robert de Pauw | Pauline Nelles • Jule Brand (76. Livinia Seifert), Madeleine Steck, Mieke Schiemann, Donata von Achten • Carlotta Wamser, Lisanne Gräwe, Marleen Rohde, Nicole Woldmann (58. Julia Pollak) • Gia Corley (75. Natasha Kowalski), Sophie Weidauer Cheftrainerin: Ulrike Ballweg | Deutschland |
| Niederlande                                          | 1:1 Tromp (21.) | 0:1 Weidauer (19.) | Deutschland |
| Niederlande                                          | Elfmeterschießen | | Deutschland |
| Niederlande                                          | 1:0 Tromp 2:1 De Vette 2:2 Foederer scheitert an Nelles 2:2 Loonen scheitert an Nelles 2:2 Peddemors scheitert an Nelles 2:2 Brugts scheitert an Nelles | 1:1 Weidauer 2:2 Pollak 2:2 Steck scheitert an Alkemade 2:2 Rohde scheitert an Alkemade 2:2 Kowalski scheitert an Alkemade 2:3 Schiemann | Deutschland |
| Niederlande                                          | Van Diemen | | Deutschland |
| Finale                                               | | |             |
| 17. Mai 2019 um 14:00 Uhr in Albena (Albena-Stadion) | | |             |
| Ergebnis: 1:1 (1:1), 2:3 i. E.                       | | |             |
| Schiedsrichterin: Iuliana Demetrescu ( Rumänien)     | | |             |
| Spielbericht                                         | | |             |

## Schiedsrichterinnen
Schiedsrichterinnen:
- Reelika Turi
- Sabina Bolić
- Henrikke Nervik
- Iuliana Demetrescu
- Wera Opeikina
- Aleksandra Česen

Schiedsrichterassistentinnen:
- Josefin Aronsson
- Francesca Di Monte
- Laura Griffiths
- Liana Grigoryan
- Switlana Hruschko
- Alena Karas
- Rúna Stefánsdóttir
- Anita Vad

Vierte Offizielle:
- Galija Etschewa
- Dimitrina Milkova

## Beste Torschützinnen
Nachfolgend aufgelistet sind die besten Torschützinnen der Endrunde.
| Rang | Spieler            | Tore |
| ---- | ------------------ | ---- |
| 1    | Nikita Tromp       | 6    |
| 2    | Silvia Lloris      | 4    |
|      | Salma Paralluelo   | 4    |
|      | Sophie Weidauer    | 4    |
| 5    | Carlotta Wamser    | 3    |
| 6    | Lotje de Keijzer   | 2    |
|      | Katie Robinson     | 2    |
|      | Annabel Schasching | 2    |
|      | Iris Stiekema      | 2    |